# Andrul·la Vassiliu
Andrul·la Vassiliu (Ανδρούλλα Βασιλείου; nascuda el 30 de novembre 1943) és membre de la Comissió Europea des del març de 2008 per designació de Xipre, en substitució de Markos Kiprianu. Fou titular de Salut Pública i el 9 de febrer de 2010 va ser designada comissària de Cultura, Educació, Multilingüisme i Joventut per al període 2010-2014, durant el segon mandat de José Manuel Durão Barroso.